# Cavale sans issue
Pour les articles homonymes, voir Nowhere to run.
Pour plus de détails, voir Fiche technique et Distribution.
Cavale sans issue ou Le protecteur traqué au Québec (Nowhere to Run) est un film américain réalisé par Robert Harmon et sorti en 1993.

## Synopsis
Un bus convoyant des détenus roulent sur une route dans un paysage désertique. Le convoi est attaqué et fait un tonneau. Un homme armé, Billy, descend de la voiture et menace les gardiens. Il les oblige à libérer les détenus. Parmi eux se trouve le Canadien Sam Gillen, son ancien partenaire. Billy est tué par un gardien durant leur fuite. En cavale, Sam se réfugie dans une petite ville. Il y rencontre une femme veuve, Clydie Anderson, et ses deux enfants : son fils Mike (surnomme « Mookie ») et sa fille Bree. Après les avoir observés de loin, Sam décide de les approcher alors qu'ils sont menacés par les hommes d'un promoteur véreux, Franklin Hale. Ce dernier vient d'engager un ancien policier, M. Dunston, pour s'occuper de la sécurité de son futur immense chantier dans la vallée. L'ambitieux homme d'affaires veut aussi qu'il force certains propriétaires récalcitrants, dont Clydie, a lui céder leur terrain. Hale a par ailleurs versé un pot-de-vin au shérif local, Lonnie Poole, qui flirte par ailleurs avec Clydie. Ayant quelques connaissances juridiques, Sam aide Mme Anderson à s'opposer au promoteur. Elle lui propose alors de dormir dans la grange.
Face aux refus des habitants, M. Hale passe à des méthodes plus violentes dont l'incendie d'une grange appartenant à un voisin des Anderson, Tom Lewis. Grâce à l'intervention héroïque de Sam, aucun mort n'est cependant dénombré. Le lendemain, alors qu'il achète des pièces pour restaurer la Triumph Bonneville du défunt mari de Clydie, Sam tombe sur M. Dunston qui le menace à demi mot. Ses hommes décident ensuite de s'en prendre au bétail et aux récoltes des agriculteurs locaux. Mais Sam parvient encore à les repousser. Cela ne plaît pas du tout à Franklin Hale, qui est sur le point de perdre ses permis de construire.
Jaloux de Sam, le shérif corrompu décide de l'arrêter et le tabasse pour le faire partir. Laissé mal en point au sol, Sam est secouru par Clydie. Ils passent la nuit ensemble et font l'amour. Le lendemain matin, Dunston ramène Bree à sa maison et en profite pour clairement menacer Sam. Ce dernier reçoit ensuite la visite du shérif, qui vient de découvrir qu'il était un fugitif recherché. Par compassion pour Clydie, il laisse cependant à Sam la possibilité de partir sans le dénoncer. Sam avoue alors à Clydie son passé criminel de braqueur de banques. Il lui laisse une partie de son butin et part avec la Triumph. Il lui a par ailleurs enregistré un message audio sur cassette.
À nouveau en cavale, Sam se fait repérer par des policiers. Il parvient à fuir à moto. Pendant ce temps, Franklin Hale, M. Dunston et leurs hommes font irruption chez les Anderson et violentent Clydie. Mookie parvient à s'échapper. Le shérif intervient mais se fait assommer par Dunston. Ce dernier force ensuite Clydie à signer le contrat pour vendre son terrain. Ils mettent ensuite le feu à la maison. Sam arrive finalement sur les lieux et se bat violemment avec Dunston. Il finit par l'abattre avec un pistolet. Alors que M. Hale prend Clydie en otage, les forces de l'ordre arrivent sur les lieux et l'arrêtent. Sam accepte ensuite de se rendre au shérif Lonnie Poole, qui a finalement survécu. Les adieux sont difficiles, notamment pour Mookie.

## Fiche technique
Sauf indication contraire, les informations mentionnées dans cette section peuvent être confirmées par la base de données cinématographiques IMDb,  présente dans la section « Liens externes ».
- Titre français : Cavale sans issue
- Titre québécois : Le protecteur traqué
- Titre original : Nowhere to Run
- Réalisation : Robert Harmon, assisté de Brian W. Cook et Peter MacDonald
- Scénario : Joe Eszterhas, Leslie Bohem et Randy Feldman, d'après une histoire de Joe Eszterhas et Richard Marquand
- Musique : Mark Isham
- Photographie : David Gribble
- Montage : Mark Helfrich et Zach Staenberg
- Décors : J. Dennis Washington
- Costumes : Gamila Mariana Fahkry et Gamila Smith
- Production : Gary Adelson, Craig Baumgarten, Michael I. Rachmil
- Société de production : Columbia Pictures et Adelson-Baumgarten Productions
- Distribution : Columbia Pictures (États-Unis), Columbia TriStar Films (France)
- Pays de production :  États-Unis
- Format : couleurs - 1,85:1 - son Dolby - 35 mm
- Genre : action, drame, romance et thriller
- Budget : 15 000 000 $[1]
- Durée : 94 minutes
- Dates de sortie : 
  - États-Unis : 15 janvier 1993
  - France : 7 avril 1993

## Distribution
- Jean-Claude Van Damme (VF : François Leccia ; VQ : Daniel Picard) : Sam Gillen
- Rosanna Arquette (VF : Séverine Morisot ; VQ : Anne Bédard) : Clydie Anderson
- Kieran Culkin (VF : Alexis Tomassian ; VQ : Nicolas Pensa) : Mike “Mookie” Anderson
- Ted Levine (VF : Joël Martineau ; VQ : Mario Desmarais) : M. Dunston
- Tiffany Taubman (VF : Sarah Marot ; VQ : Sabrina Germain) : Bree Anderson
- Edward Blatchford (VF : Bernard Métraux) : le shérif Lonnie Cole
- Anthony Starke (VF : Arnaud Arbessier ; VQ : Antoine Durand) : Billy
- Joss Ackland (VF : Henri Poirier ; VQ : Aubert Pallascio) : Franklin Hale
- Allan Graf : le conducteur du bus
- Leonard Termo : le gardien du bus
- Pjetër Malota (en) : un prisonnier dans le bus
- Thomas Rosales Jr. : un prisonnier dans le bus
- Sven-Ole Thorsen : un prisonnier dans le bus
- Chuck Zito : un prisonnier dans le bus
- James Greene : l'employé de l'épicerie
- Luana Anders : meneuse des débats au conseil municipal
- Stephen Bridgewater : Tom Lewis
- John Finn : un policier dans la poursuite

## Bande originale
1. When My Ship Comes In, interprété par Clint Black[2]
2. After All, interprété par Charlie Mitchell (en)
3. The Doubt, interprété par Charlie Mitchell
4. Silence Is Broken, interprété par Damn Yankees

## Sortie et accueil
Le film a reçu des critiques majoritairement négatives,,,,. Sur Rotten Tomatoes, 36 % des 25 critiques ont donné au film une critique positive, avec une note moyenne de 4,2/10, tandis que sur Metacritic, il obtient un score de 41 % basé sur 16 critiques. Le public interrogé par CinemaScore a donné au film une note moyenne de « B+ » sur une échelle de A+ à F. 
Cavale sans issue rencontre un succès commercial relativement modeste au box-office, rapportant 64 000 000 $ de recettes mondiales, dont 22 189 039 $ sur le territoire américain, où il n'est parvenu qu'à se hisser en quatrième place du box-office le week-end de sa sortie. En France, le film dépasse le million d'entrées en fin d'exploitation.

## Distinctions
- Nomination au prix de l'homme le plus sexy pour Jean-Claude Van Damme, lors des MTV Movie Awards 1993

## Autour du film
- Les scènes avec la ferme et l'étang sont tournées dans le comté de Sonoma, en Californie.
- La moto que conduit Sam est une Triumph Bonneville T120 (en) année 1969, une 650 cm3.
- Pjetër Malota (en) avait déjà travaillé avec Jean-Claude dans Double Impact, comme acteur et doublure[14]. Il joue également dans Le Grand Tournoi en jouant le rôle de l'espagnol avec ce même Jean-Claude Van Damme, ainsi que dans The Order.
- Jean-Claude Van Damme et Allan Graf ont joué précédemment dans le film Universal Soldier.
- Mel Gibson était pressenti pour jouer le rôle de Sam Gillen.